# Olympische Jugend-Sommerspiele 2010/Teilnehmer (Australien)
| Gelbes Symbol für Goldmedaillen mit stilisierten Olympischen Ringen | Graues Symbol für Silbermedaillen mit stilisierten Olympischen Ringen | Braundes Symbol für Bronzemedaillen mit stilisierten Olympischen Ringen |
| ------------------------------------------------------------------- | --------------------------------------------------------------------- | ----------------------------------------------------------------------- |
| 8                                                                   | 13                                                                    | 8                                                                       |

Die Jugend-Olympiamannschaft aus Australien für die I. Olympischen Jugend-Sommerspiele vom 14. bis 26. August 2010 in Singapur bestand aus 100 Athleten.

## Athleten nach Sportarten

### Badminton
| Mädchen - Tara Pilven | Jungen - Boris Ma |

### Basketball
Mädchen
- Silber
- Rosie Fadljevic
- Mikhaela Donnelly
- Olivia Bontempelli
- Hannah Kaser

### Bogenschießen
| Mädchen - Alice Ingley | Jungen - Benjamin Nott |

### Boxen
Jungen
- Damien Hooper
Gold  Mittelgewicht
- Brett Mather
Silber  Leichtgewicht

### Gewichtheben
| Mädchen - Michelle Kahi | Jungen - Liam Larkins |

### Handball
Mädchen
- 6. Platz

- Kader
- Holly Tupper
- Sally Cash
- Brianna Keyes
- Claire Dennerley
- Tegan Poulton
- Annalese Smith
- Maddison Truesdale
- Taylee Lewis
- Alice Keighley
- Bella Faasau
- Paulini Tawamacala
- Monica Najdovski
- Victoria Fletcher
- Jasmin Marena Sheree Huriwai

### Hockey
Jungen
- Gold

- Kader
- Rory Middleton
- Luke Noblett
- Flynn Ogilvie
- Jay Randhawa
- Byron Walton
- Jordan Willott
- Oscar Wookey
- Dylan Wotherspoon
- Daniel Beale
- Robert Bell
- Andrew Butturini
- Ryan Edge
- Jake Farrell
- Casey Hammond
- Jeremy Hayward
- Daniel Mathiesen

### Kanu
| Mädchen - Jessica Fox Gold Kajak-Einer Slalom | Jungen - Scott Smith |

### Leichtathletik
| Mädchen - Liz Parnov Silber Stabhochsprung - Jenny Blundell - Michelle Jenneke Silber 100 m Hürden - Prabhjot Rai - Demii Maher-Smith - Monica Brennan | Jungen - Blake Steele - Damien Birkinhead - Kurt Jenner - Brodie Cross - Nicholas Hough Gold 110 m Hürden Bronze Staffellauf (im Team Ozeanien) - Raheen Williams Bronze Staffellauf (im Team Ozeanien) - Grant Gwynne - Brandon Starc Silber Hochsprung - Elliott Lang - Rick Whitehead - Luke Greco |

### Moderner Fünfkampf
Jungen
- Todd Renfree

### Radsport
| Mädchen - Kirsten Dellar | Jungen - Michael Baker - Matthew Dunsworth - Jay McCarthy |

### Reiten
- Tom McDermott
Silber  Springen Mannschaft (im Team Australasien)

### Ringen
| Mädchen - Carissa Holland | Jungen - Haris Fazlic - Jayden Lawrence |

### Rudern
| Mädchen - Silber Zweier - Emma Basher - Olympia Aldersey | Jungen - Bronze Zweier - David Watts - Matthew Cochran |

### Schießen
| Mädchen - Emily Esposito | Jungen - Janek Janski - John Coombes |

### Schwimmen
| Mädchen - Gold 4 × 100 m Lagen - Emma McKeon Silber 100 m Freistil Bronze 50 m Freistil Bronze 200 m Freistil Silber 4 × 100 m Freistil Mixed Bronze 4 × 100 m Lagen Mixed - Emily Selig Gold 200 m Brust Bronze 4 × 100 m Lagen Mixed Silber 100 m Brust - Madison Wilson Silber 4 × 100 m Freistil Mixed - Zoe Johnson | Jungen - Gold 4 × 100 m Lagen - Justin James Silber 4 × 100 m Freistil Mixed - Nicholas Schafer Gold 100 m Brust Silber 50 m Brust Bronze 200 m Brust - Kenneth To Silber 50 m Freistil Silber 200 m Lagen Bronze 100 m Freistil Silber 4 × 100 m Freistil Mixed Bronze 4 × 100 m Lagen Mixed - Max Ackermann Bronze 50 m Rücken Bronze 4 × 100 m Lagen Mixed |

### Segeln
| Mädchen - Madison Kennedy | Jungen - Mark Spearman |

### Tischtennis
Mädchen
- Lily Phan

### Triathlon
| Mädchen - Ellie Salthouse Silber Einzel Silber Mixed-Staffel (im Team Ozeanien 1) | Jungen - Michael Gosman Silber Mixed-Staffel (im Team Ozeanien 1) |

### Turnen
| Mädchen - Taylor Tirahardjo - Madeleine Johnson - Soriah MacLean - Fotini Panselinos - Morgan Turner - Summer Walker - Angela Donald Bronze Schwebebalken | Jungen - Patrick Cooper - Brody-Jai Hennessy |

### Wasserspringen
Mädchen
- Hannah Thek